# Pedro de Zúñiga y Pimentel
Pedro de Zúñiga y Pimentel (Madrid, 28 de junio de 1664-Madrid, 22 de mayo de 1743) fue un noble español que ostentó el título de VII marqués de Mirabel y IV conde de Berantevilla.

## Vida
Nacido el 28 de junio de 1664 y bautizado en la parroquia de Santa María la Mayor, el 19 de julio, era hijo de José Pimentel y Zúñiga, caballero de la Orden de Calatrava, gentilhombre de cámara y mayordomo mayor del rey Carlos II, y su esposa Francisca de Zúñiga y Dávila, II condesa de Berantevilla, V marquesa de Mirabel y IV marquesa de Povar.
Sirvió en la carrera militar desde el año 1687 como capitán de caballos, y el 24 de enero de 1689 el rey Carlos II le concedió un hábito en la Orden de Santiago, de la cual el Consejo le expidió el título el 8 de abril de 1693. Después fue maestre de campo de la infantería española del tercio de Saboya, asistió a las guerras en Italia durante el reinado de Felipe V y obtuvo, el 19 de julio de 1702, el grado de brigadier de sus ejércitos. El 13 de agosto de ese mismo año, marchó con su tercio al campo de Luzara y enfrentó, saliendo victorioso, a las fuerzas del Sacro Imperio. El 24 de octubre se le confirió el cargo de segundo general de artillería de aquel ejército, así como el gobierno de la plaza de Lodi.
En España, obtuvo los empleos de capitán general de Castilla y de la provincia de Guipúzcoa, de comandante general del reino de Murcia, de teniente general de los Reales Ejércitos, de gobernador de las armas del rey en Aragón y de capitán general de los Ejércitos, cuyo grado le concedió el monarca en 1737 con plaza de ministro del Consejo Supremo de Guerra. Falleció el 22 de mayo de 1743 en la parroquia de San Pedro de Madrid y fue enterrado, junto a su esposa, en la parroquia de Santa María, sobre los dos postes del arco del coro.

## Matrimonio y descendencia
El 13 de febrero de 1700 contrajo matrimonio con Juana Rosalea de la Cueva y de La Cueva, hija de Melchor Fernández de la Cueva, IX duque de Alburquerque. Sin embargo, no hubo descendencia de este matrimonio. Tuvo un hijo natural con Magdalena Margarita Tellia, llamado Antonio Buenaventura Francisco Pimentel, que no sucedió en los títulos.
De esta forma, a su muerte, el marquesado de Mirabel y el condado de Berantevilla pasaron a Serafín Pimentel y Álvarez de Toledo, su sobrino nieto, pues era hijo de José Joaquín Pimentel y Zualart, VII marqués de Povar, VI marqués de Malpica y IV conde de Navalmoral, que, a su vez, era hijo de Sebastián Pimentel y Zúñiga, hermano de Pedro de Zúñiga y Pimentel.